# 波妮爾·莫爾加德·韓森
波妮爾·莫爾加德·韓森（Pernille Mølgaard Hansen，1945年—），婚後改姓卡加德（Kaagaard），是前丹麥女子羽球運動員。 
1964年，波妮爾·莫爾加德·韓森贏得了全國冠軍和全國18歲以下青年錦標賽冠軍，並在1965年至1977年期間再贏得五次全國冠軍，並34次代表丹麥國家隊出賽。她最出名的是她在1970年與皮爾·維爾索一起獲得全英羽球錦標賽混合雙打冠軍。